# Ніклас Нюлен
Ніклас Пауль Арне Нюлен (Ларссон) (швед. Niklas Paul Arne Nyhlen (Larsson), нар. 21 березня 1966, Мальме, Швеція) — шведський футболіст, що грав на позиції півзахисника.
У 1990 році він змінив своє прізвище на Нюлен, до цього був відомий як Ніклас Ларссон.
Виступав, зокрема, за клуб «Мальме», а також національну збірну Швеції.
Триразовий чемпіон Швеції і Чемпіон Китаю. Володар Кубка Швеції і Суперкубка Китаю

## Клубна кар'єра
У дорослому футболі дебютував 1984 року у складі «Олімпік Мальме» у третій по силі шведській лізі, з якого поїхав до піврічної оренди у югославську «Воєводину».
1987 року його виступами зацікавились у клубі «Мальме», в якій він і перейшов. Провів сім сезонів у столиці, взявши участь у 159 матчах чемпіонату.  Більшість часу, проведеного у складі «Мальме», був основним гравцем команди.
Згодом з 1994 по 1998 рік грав у складі команд клубів «Ейр Юнайтед», «Мальме», «Штутгартер Кікерс», «Козенца», «Далянь Ванда» та «Гальмстад».
Завершив професійну ігрову кар'єру у клубі «Локомотив» (Лейпциг), за команду якого виступав протягом 1998—1999 років.

## Виступи за збірну
1989 року дебютував в офіційних матчах у складі національної збірної Швеції. Протягом кар'єри у національній команді, яка тривала 2 роки, провів у її формі 8 матчів, забивши 1 гол.
У складі збірної був учасником чемпіонату світу 1990 року в Італії де на поле не виходив, обмежившись роллю запасного.

## Титули і досягнення
- Чемпіон Швеції (3):

«Мальме»: 1987, 1988, 1989
- Чемпіон Китаю (1):

«Далянь Ванда»: 1997
- Володар Кубка Швеції (1):

«Мальме»: 1989
- Володар Суперкубка Китаю (1):

«Мальме»: 1997